# Карасевич, Нина Васильевна
Ни́на Васи́льевна Карасе́вич (укр. Нина Василівна Карасевич; 29 октября 1984, Киев) — украинская биатлонистка, чемпионка Европы 2008 года в гонке преследования, бронзовый призёр в спринте. Серебряная призёрка чемпионата мира 2002 года среди юниоров в индивидуальной гонке, бронзовая призёрка чемпионата Европы среди юниоров 2005 года.